# Tom Frager & Gwayav’
Tom Frager & Gwayav’ ist eine französische Band um den Sänger Tom Frager.

## Bandgeschichte
Tom Frager, der 1977 in Afrika geboren wurde, aber in Guadeloupe aufwuchs, war lange Zeit ein erfolgreicher Surfer, der zehnmal die Surfmeisterschaft des französischen Überseedepartements gewonnen hat und von 1994 an für das französische Nationalteam startete. 2002 gründete er mit vier Musikern und Surferkollegen die Band Gwayav’. Vier Jahre später hatten sie ihr Debütalbum Bloom Inside fertiggestellt.
Bekannt wurde Frager und seine Band und ihre von Reggae und Ska geprägte Musik 2009 mit dem zweiten Album Better Days und insbesondere mit dem Song Lady Melody. Das Lied wurde ein Nummer-eins-Hit und das Album brachte es unter die Top 5 der französischen Albumcharts.

## Bandmitglieder
- Tom Frager – Sänger, Songwriter, Gitarrist
- Henry Daurel – Leadgitarre
- Jane Terhoff – zusätzliche Sängerin
- Carolina Carmona – zusätzliche Sängerin
- Stephane Garcia Tudela – Schlagzeug
- Jerome Gron – Klavier
- Lionel Dubourdieu – Bass
- Marc Closier – Saxophon
- Thomas Renwick – Gitarre
- Fabrice Lefèvre

## Diskografie
Alben
- Bloom Inside (2006)
- Better Days (2008)

Singles
- Lady Melody (2009)